# Preveza (regional enhed)
Preveza (græsk: Περιφερειακή ενότητα Πρέβεζας) er en af de regionale enheder i Grækenland Den er en del af periferien Epirus. Dens hovedstad er byen Preveza.

## Geografi
Den regionale enhed Preveza ligger nordvest for den Ambraciske Bugt. Det Joniske Hav ligger mod vest. Terrænet er hovedsageligt kuperet. Bjerget Xerovouni liggeret stykke væk mod nordøst. I området løber floderne Louros i øst og Acheron i nord.
Klimaet er typisk middelhavsklima med varme tørre somre og kølige vintre. Sne er ikke ualmindeligt om vinteren i højere højder.

## Administration
Den regionale enhed Preveza er opdelt i 3 kommuner. Disse er (nummeret svarer til kortet i infoboksen):
- Parga (3)
- Preveza (1)
- Ziros (2)

### Præfektur
Preveza blev etableret som præfektur i 1915 (græsk: Νομός Πρέβεζας). Som en del af Kallikratis regeringsreform i 2011 blev den regionale enhed Preveza oprettet ud af det tidligere præfektur Preveza. Præfekturet havde samme udstrækning som den nuværende regionale enhed. Samtidig blev kommunerne omorganiseret, ifølge nedenstående tabel.
| Ny kommune | Gamle kommuner | Sæde       |
| ---------- | -------------- | ---------- |
| Parga      | Parga          | Kanallaki  |
| Parga      | Fanari         | Kanallaki  |
| Preveza    | Preveza        | Preveza    |
| Preveza    | Louros         | Preveza    |
| Preveza    | Zalongo        | Preveza    |
| Ziros      | Anogeio        | Filippiada |
| Ziros      | Thesprotiko    | Filippiada |
| Ziros      | Kranea         | Filippiada |
| Ziros      | Filippiada     | Filippiada |

## Historie
Området blev først bosat af den græske stamme af thesproterne og udgjorde efterfølgende en del af kongeriget Epirus og senere Romerriget. Slaget ved Actium fandt sted i området i 31 f.Kr., hvorefter byen Nikopolis ("sejrens by") blev bygget af Augustus. Området blev en del af det byzantinske imperium, og efter det fjerde korstog splittes det sammen med resten af Epirus for at danne Despotatet Epirus. Området overgik til osmannisk styre i det 14. århundrede, som varede indtil 1913. Efter Balkankrigene blev området tildelt Grækenland i 1913, på hvilket tidspunkt præfekturet blev oprettet. Præfekturet omfattede øen Lefkada, indtil sidstnævnte blev opdelt i 1955 som et separat præfektur Lefkada og i 2011 den regionale enhed Lefkada.

## Seværdigheder
Ruinerne af de gamle byer Nikopolis og Kassope og Nekromanteion ligger i præfekturet. Zalongo er en bjerglandsby, kendt for sit kloster. Parga er en historisk havneby og et feriested.

## Transport
Den 1.570 meter lange Aktio-Preveza tunnel, løber under Ambracian-bugten, forbinder Preveza med Aetolia-Acarnania mod syd.